# ورنون دامر
ورنون دامر (۱۰ مارس ۱۹۰۸–۱۰ ژانویه ۱۹۶۶) رهبر جنبش حقوق مدنی سیاه‌پوستان آمریکا (۶۸–۱۹۵۵) و رئیس شهرستان منطقه فارست انجمن ملی پیشرفت رنگین‌پوستان (NAACP) در هتیزبرگ، میسیسیپی بود.

## اوایل زندگی و خانواده
ورنون دامر در ۱۰ مارس ۱۹۰۸ در شهرک کلی، شهرستان فارست، میسیسیپی در خانواده الن لوونیا (کلی) و جورج واشینگتن دامر به دنیا آمد. جورج دامر به عنوان یک کشاورز صادق و سخت کوش و درستکار توصیف می‌شد. مادرش الن کلی از طرف مادرش هنریتا، دارای دو نژاد بود. پسر عموی او، ایولا ویلیامز، اولین عضو آفریقایی-آمریکایی شورای شهر سن خوزه، کالیفرنیا، در سال ۱۹۷۹ شد.
دامر تا کلاس دهم در دبیرستان اسپرینگ تحصیل کرد، اما موفق نشد فارغ‌التحصیل گردد. او به اندازه کافی پوست روشنی داشت که به عنوان یک مرد سفیدپوست شناخته شود، اما در عوض ترجیح داد از امتیازات زندگی به عنوان یک مرد قفقازی چشم‌پوشی کند، در‌حالیکه همزمان با چالش های روزانه سیاهپوست‌بودن در می سی سی پی روبرو گردید.  